# Instituto Preuniversitario Salesiano Juan XXIII
El Instituto Preuniversitario Salesiano Juan XXIII conocido como Instituto Juan XXIII, o simplemente «Juan XXIII»; es un colegio destinado a la enseñanza secundaria, ubicado la calle Mercedes 1769, Barrio Cordón de Montevideo, Uruguay.
Fue fundado en 1964 por un grupo de salesianos enviados a Uruguay por el propio Don Bosco. Su nombre homenajea a Juan XXIII, papa número 261 de la Iglesia católica.
El instituto cuenta con un alumnado de más de 900 personas, entre los grupos de bachillerato de las distintas diversificaciones. Su director desde 2024 es el padre Juan Gastón Dubourdieu sdb.
Es popular entre los liceos por su alta exigencia académica y por solicitar una muy buena escolaridad  para la admisión de los estudiantes.

## Historia
Sobre el año 1964, la Congregación de Salesianos de Uruguay, motivada por las transformaciones de los tiempos y la necesidad cada vez más creciente de un centro educativo para la enseñanza de los cursos de bachillerato en Uruguay, sin olvidar las raíces del catolicismo,fundó el Instituto Juan XXIII.
En primera instancia, al Colegio se le quería colocar el nombre de algún destacado personaje de la Historia de Uruguay católico, como las opciones de Francisco Bauzá o Juan Zorrilla de San Martín, aunque fueron reconocidas como inviables, argumentándose que otros liceos ya estaban registrados con dichos nombres. Finalmente se decidió denominarlo Juan XXIII.
El Juan XXIII no dio sus frutos en el primer año, expresándose por entonces, la voluntad de cerrarlo. Poco tiempo después, se fue ganando un lugar entre los bachilleratos uruguayos y empezó a convertirse en uno de los más reconocidos.[cita requerida]
Sobre el año 1973, hasta el tiempo un Instituto exclusivo para varones, también comenzó a recibir mujeres. Cuatro años más tarde, se abrieron los grupos de 1.º de bachillerato, contemporáneamente a nuevas propuestas pastorales.

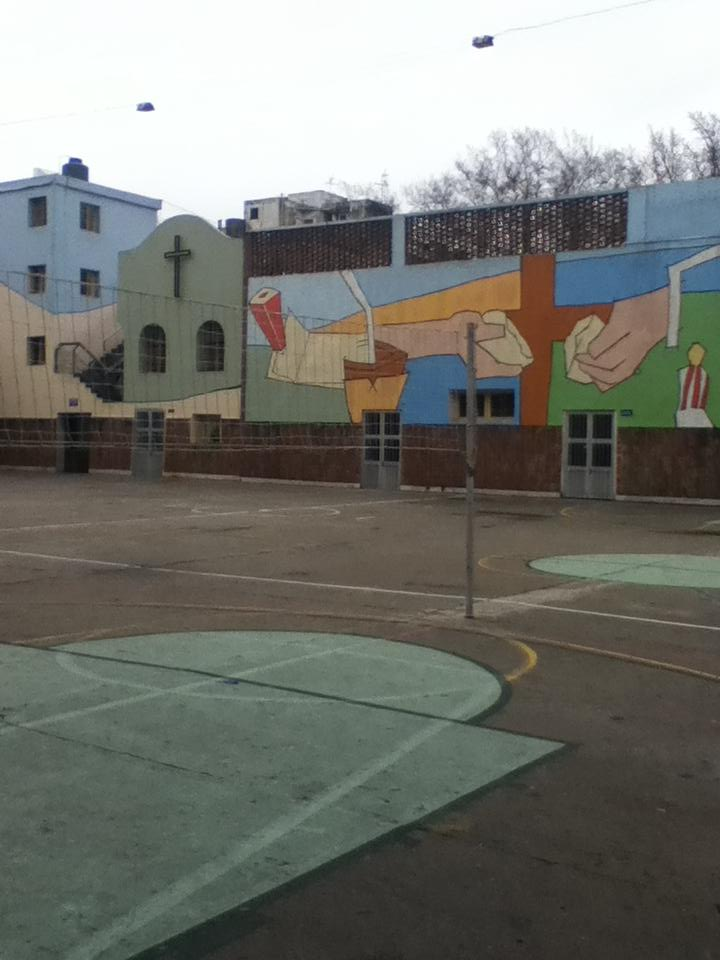
Patio central del Juan XXIII.

## Actualidad
El Juan XXIII permanece en la ubicación original de su fundación. Sin embargo, el número de alumnado ha aumentado progresivamente, por lo que se necesitó un crecimiento acorde de la infraestructura. La solución fue comprar varias viviendas periféricas al Instituto, por lo que, además del edificio original, hoy cuenta con otros salones (en lo que sería la parte norte del Instituto) que fueron acondicionados de antiguas casas vecinales.
Asimismo, su biblioteca se encuentra ampliada en un nuevo edificio desde 2013. Este se inauguró en frente al colegio, y cuenta con aun salones más amplios. Generalmente son utilizados para las horas de evaluaciones escritas, pruebas o exámenes.
El lema que se promovió a lo largo del 2013 fue el de: "Vivimos. Creemos. Celebramos.".
El lema que se promovió a lo largo del 2017 fue el de: “Soy familia, soy Juan”.
El lema que se promovió a lo largo del 2018 fue: “Una voz que llega al corazón”.
El lema que se promovió en el 2019 fue el de: “Se trata de ser felices”
El lema que se promovió en el 2020 fue el de: “Una historia para construir”
El lema que se promueve a lo largo de este 2021 es el de: "Juntos con esperanza en la mirada"
En el 2014, el Instituto Juan XXIII cumplirá sus primeros cincuenta años de vida.
Se lo conoce también por su desempeño en trabajos artísticos como lipdub, o Sonamos con la participación del músico Jorge Drexler.
Su biblioteca fue trasladada a partir del 2013 a un nuevo edificio, ubicado en el frente del local de estudio, con salas de lectura y adaptándose a los avances tecnológicos de nuestros tiempos.
La institución es la responsable de la congregación de Don Bosco en el Barrio Cordón, regulando el oratorio de la zona (entre algunos otros), la Iglesia pública María Auxiliadora, el Centro de Exalumnos Monseñor Lasagna, además del propio preuniversitario.
Posee un lugar denominado "Campamento Costas de San José" que es utilizado para campamentos de integración y distintas actividades para éste y otros colegios.
Es el cimiento de hasta cuatro oratorios salesianos ubicados en distintos puntos de la Capital.[cita requerida]

## Alumnos notables
- Pedro Bordaberry, político;[4]
- Álvaro Delgado, político;[5]
- Pablo Mieres, político;[6]
- Victoria Rodríguez, presentadora de televisión;[7]
- Daniel Sturla, sacerdote y arzobispo de Montevideo.[8]